# Рекристалізація
Рекристалізація — у мінералогії — процес росту одних зерен кристалічного тіла, що складається з багатьох дрібних кристалів, за рахунок інших. Протікає особливо інтенсивно в пластично деформованих матеріалах.

Рекристалізація (визначення в металургії) — процес утворення і росту (або тільки росту) одних кристалічних зерен (кристалітів) полікристалу за рахунок інших тієї ж фази. Швидкість рекристалізації (експоненційно) виростає з підвищенням температури. Рекристалізація протікає особливо інтенсивно в пластично деформованих матеріалах. При цьому розрізняють три стадії рекристалізації: первинну, коли в деформованому матеріалі утворюються нові неспотворені кристали, які збільшуються, та вторинну рекристалізацію, збиральну — неспотворені зерна ростуть за рахунок один одного, внаслідок чого середня величина зерна збільшується, і вторинну рекристалізацію, що відрізняється від збиральної тим, що здатність до росту володіють тільки деякі з неспотворених зерен. В ході вторинної рекристалізації структура характеризується різними розмірами зерен.

Терміну збиральна рекристалізація відповідає також термін нормальний (тобто звичайний) ріст зерна.